# Metropolia Sherbrooke
Metropolia Sherbrooke – metropolia Kościoła rzymskokatolickiego we wschodniej Kanadzie w prowincji Quebec. Obejmuje metropolitalną archidiecezję Sherbrooke i dwie diecezje. Została ustanowiona 2 marca 1951 roku.
W skład metropolii wchodzą:
- Archidiecezja Sherbrooke
- Diecezja Nicolet
- Diecezja Saint-Hyacinthe